# 石渡信一郎
石渡 信一郎（いしわたり しんいちろう、1926年1月16日 -2017年１月８日）は古代史研究家。東京都出身。
1953年、東京文理科大学（現筑波大学）文学部英文科卒業。1953年～1977年、東京都立千歳高等学校教諭。
主に以下のような説を主張している。
1. 蘇我馬子＝聖徳太子（厩戸皇子）は、用明天皇の架空の分身。
2. 応神天皇は百済の蓋鹵王の弟昆支で、462年に崇神王家の入婿となった。478年には倭国王武として宋に遣使し、491年に百済系の倭国「大東加羅」を建設した。
3. 奈良県桜井市にある箸墓古墳の年代は393年。その被葬者は崇神天皇。
4. 仁徳陵の被葬者は継体天皇。仁徳天皇は継体天皇の架空の分身で、継体天皇は応神天皇の実弟。
5. 『日本書紀』、『古事記』の神話に出てくるスサノヲは蘇我大王家の象徴。
6. 蘇我蝦夷、入鹿の父子は天皇。
7. 天武天皇は天智天皇の異母兄である古人大兄皇子と同一人物。
8. 4世紀前半に朝鮮半島の加羅勢力が北部九州に渡来し、瀬戸内海を経て、大和の纏向が王都の倭国＝大加羅（南加羅）を建設した。崇神天皇はその初代王。

## 主な著作
- 「応神陵の被葬者はだれか」　三一書房、1990年
- 「蘇我馬子は天皇だった」　三一書房、1991年
- 「日本書紀の秘密」　三一書房、1992年
- 「聖徳太子はいなかった」　三一新書、1992年
- 「古代蝦夷と天皇家」　三一書房、1994年
- 「日本古代国家と部落の起源」　三一書房、1994年
- 「蘇我王朝と天武天皇」　三一書房、1996年
- 「ワカタケル大王の秘密」　三一書房、1997年
- 「ヤマトタケル伝説と日本古代国家」　三一書房、1998年
- 「日本地名の語源」　三一書房、1999年
- 「百済から渡来した応神天皇」　三一書房、2001年
- 「蘇我大王家と飛鳥」　三一書房、2001年
- 「完本　聖徳太子はいなかった」　河出文庫、2009年
- 「倭の五王の秘密」　信和書房　2010年
- 「邪馬台国の都　吉野ヶ里遺跡」　信和書房　2011年
- 「蘇我氏の実像」　信和書房　2011年
- 「日本神話と藤原不比等」　信和書房　2012年
- 「日本神話と史実（上）」　信和書房　2012年
- 「日本神話と史実（下）」　信和書房　2013年